# Bend (Oregon)
Bend is een plaats (city) in de Amerikaanse staat Oregon, en valt bestuurlijk gezien onder Deschutes County.

## Demografie
Bij de volkstelling in 2000 werd het aantal inwoners vastgesteld op 52.029.
In 2006 is het aantal inwoners door het United States Census Bureau geschat op 71.892, een stijging van 19863 (38,2%).

## Geografie
Volgens het United States Census Bureau beslaat de plaats een oppervlakte van
83,5 km², waarvan 82,9 km² land en 0,6 km² water. Bend ligt op ongeveer 1106 m boven zeeniveau.

## Plaatsen in de nabije omgeving
De onderstaande figuur toont nabijgelegen plaatsen in een straal van 36 km rond Bend.

## Geboren
- David Robinson (1983), wielrenner
- Ian Boswell (1991), wielrenner
- Hunter Hess (1998), freestyleskiër